# Parc national des Monts-Valin
Der Parc national des Monts-Valin ist einer der 27 Nationalparks in der kanadischen Provinz Québec. Dort entspricht ein Parc national allerdings dem, was in den übrigen Provinzen und Territorien einem Provinzpark (Provincial Park) entspricht. Der Park wird von Sépaq (französisch Société des établissements de plein air du Québec bzw. englisch Society of outdoor recreation establishments of Quebec) betrieben. Der Park liegt etwa 30 km nordöstlich von Chicoutimi am Nordufer des Rivière Saguenay.

## Aufgabe
Die Aufgabe des 1996 im Süden der Provinz nördlich des Sankt-Lorenz-Stroms eingerichteten, 153,6 km² großen Parks besteht darin, die Eigenheiten eines Teils der Monts Valin zu schützen und zu repräsentieren. Der Gebirgszug liegt in der Verwaltungsregion Saguenay–Lac-Saint-Jean. Höchster Berg im Gebiet ist der 984 m hohe Pic Dubuc.

## Geschichte
Woher der Name Valin stammt, ist unklar. Er erschien erstmals 1731 auf einer Karte von Père Laure und 1744 auf einer von Nicolas Bellin. Möglicherweise geht der Name auf François Valin zurück, einen 1693 geborenen Bewohner von L'Ancienne-Lorette bei Québec.
1863 wurde eine erste Holzeinschlaglizenz vergeben. Das Gebiet des Parks teilten sich die drei Gesellschaften M.T. Wyatt, Joseph D. Guay und Dunn Home & Co. Sie wurden wiederum Ende des 19. Jahrhunderts von Price Brothers & Co. aufgekauft, die seit 1842 in der Region am Saguenay tätig war. Nach dem Holzboom und besonders nach dem Zweiten Weltkrieg behielten sich Jagd- und Fischclubs die Nutzung der Fauna des späteren Parks vor. 1978 wurde diese Art von Clubs in der Provinz aufgelöst, und aus dem Gebiet wurde eine zone d'exploitation contrôlé, eine Zone kontrollierter Ausbeutung. Noch heute ist der Park von weiteren Zonen dieser Art im Westen, Norden und Osten umgeben.
Schon seit Anfang der 1960er Jahre versuchten Umweltschützer, diesem Gebiet einen höheren Status zu verleihen. Ab 1982 wurden Vorbereitungen getroffen, aus dem Gebiet einen Park zu machen, die Skifahrer wurden 1984 verbannt. Am 19. September 1996 konnte der Park eingerichtet werden. Ab 1999 übernahm die Société des établissements de plein air du Québec alle Parks der Provinz, 2001 wurden alle Provinzparks zu Parcs nationaux erhoben, da ihnen die Aufgabe zufiel, alle Ökoregionen der Provinz zu repräsentieren.

## Fauna

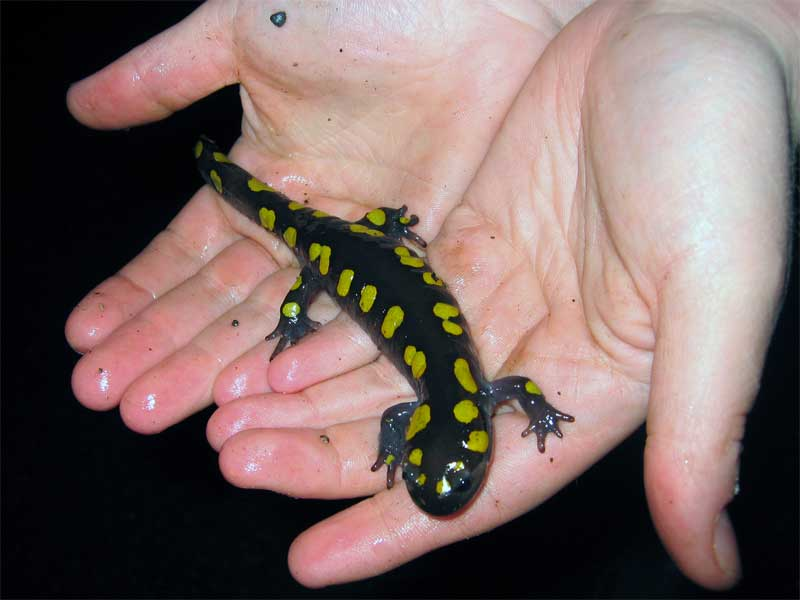
Salamandre maculée aus der Familie der Querzahnmolche

Mindestens 37 Säugetierarten leben im Park, darunter Elch, Schwarzbär und  Wolf, Luchs, Urson oder Baumstachelschwein, Biber und Bisamratte, Weißwedelhirsch und Waldkaribu. Extrem selten ist der 2002 erstmals wiederentdeckte Puma (cougar).

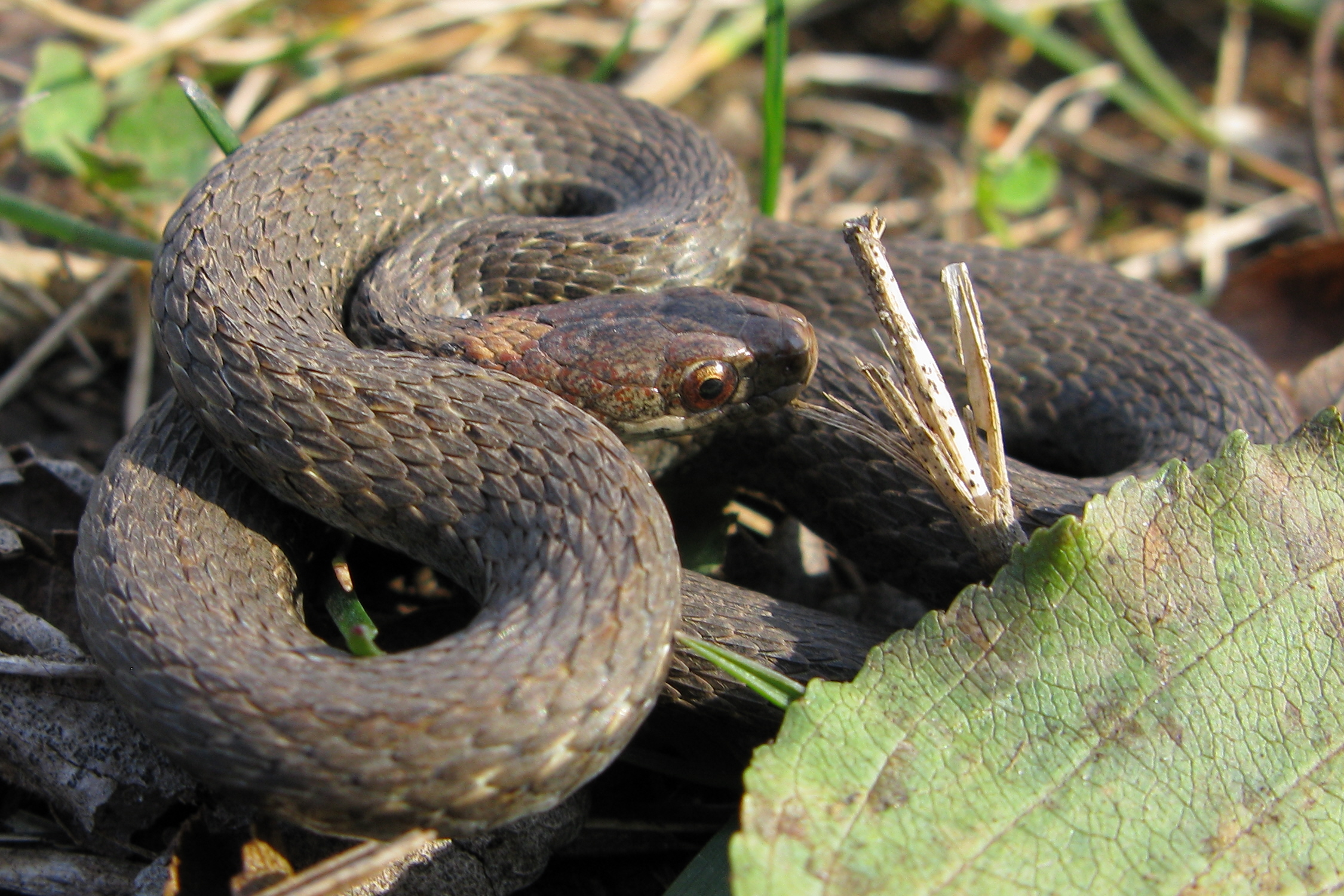
Die zuletzt 2006 gesichtete, extrem seltene Storeria occipitomaculata, fotografiert am Ottawa River

Daneben finden sich die Gewöhnliche Strumpfbandnatter, extrem selten die Storeria occipitomaculata, die „Red Belly Snake“ der Anglophonen. Unter den Amphibien findet sich Anaxyrus americanus aus der Familie der Kröten, dann der Laubfrosch Pseudacris crucifer (Rainette crucifère du Nord), der fast in ganz Kanada verbreitete Waldfrosch sowie der im Osten Nordamerikas verbreitete Grünliche Wassermolch, schließlich Ambystoma maculatum (Salamandre maculée) aus der Familie der Querzahnmolche und der Rotrücken-Waldsalamander (Plethodon cinereus), im Englischen auch „Redback Salamander“ genannt, im Französischen „Salamandre cendrée“.

## Belege
1. ↑  La vallée de la biodiversité (Memento des Originals vom 6. März 2011 im Internet Archive)  Info: Der Archivlink wurde automatisch eingesetzt und noch nicht geprüft. Bitte prüfe Original- und Archivlink gemäß Anleitung und entferne dann diesen Hinweis..